# Pjöngjang-Marathon

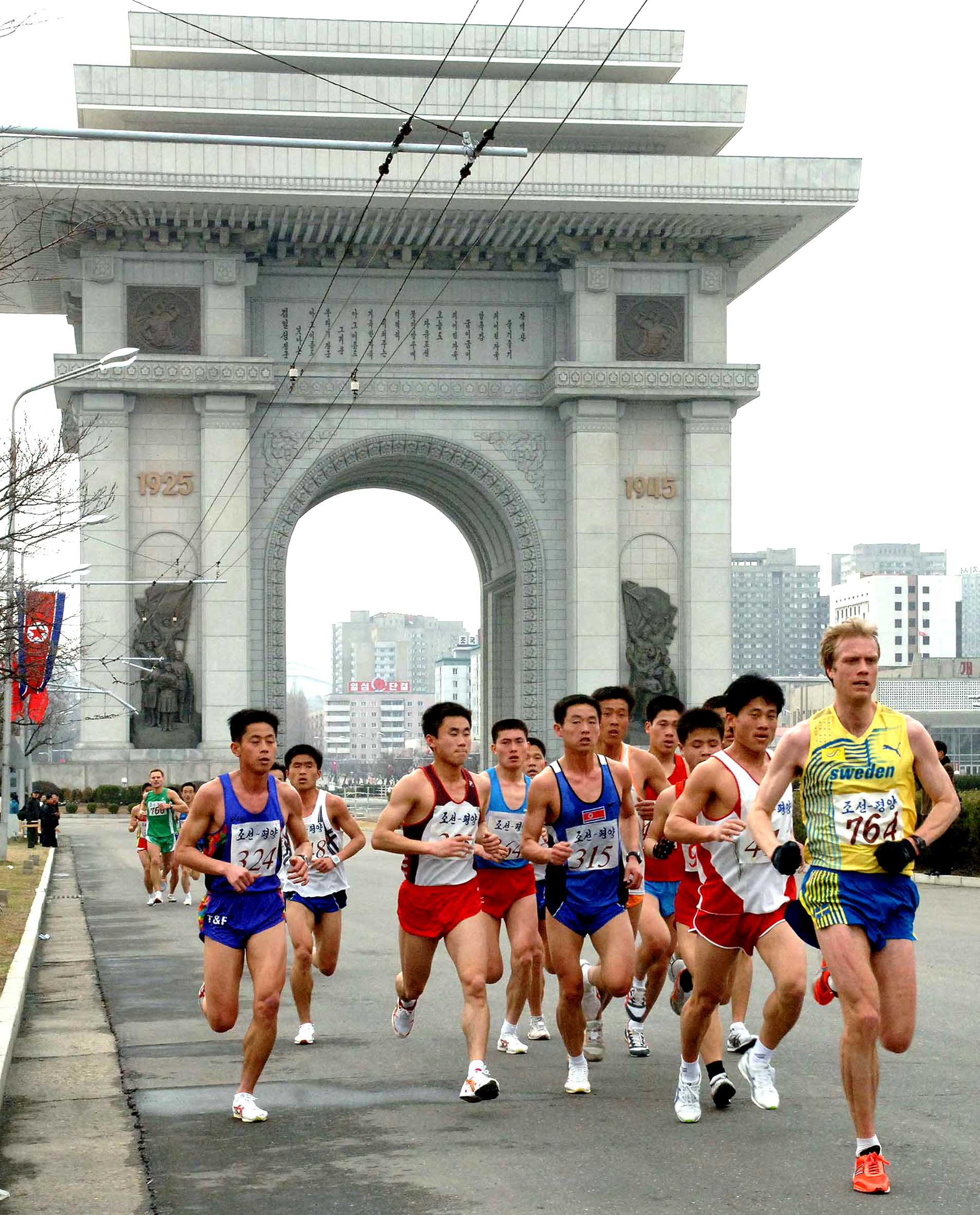
Teilnehmer am Triumphbogen (2012)

Der Pjöngjang-Marathon (Koreanisch: Man'gyŏngdae sanggukche marason kyŏnggidaehoe 만경대상국제마라손경기대회; Englisch offiziell: Mangyongdae Prize International Marathon) ist ein Marathon in Pjöngjang, der erstmals 1981 ausgetragen wurde. Nach Zählung der Veranstalter fand 2009 die 22. Ausgabe statt, wie üblich als Teil des Mangyongdae-Sportfestivals und anderer Feierlichkeiten zum Tag der Sonne, dem Geburtstag des „ewigen Präsidenten“ der Demokratischen Volksrepublik Korea, Kim Il-sung.

## Geschichte
Der Lauf wurde 2000 wieder für ausländische Starter geöffnet, nachdem zuletzt 1987 Sportler aus dem Ostblock teilgenommen hatten. Der Deutsche Ulrich Steidl wurde im Jahr 2000 Achter in 2:13:56 h.
2001 wurde die Veranstaltung von dem Schweizer Unternehmen International Sport and Leisure (ISL) koordiniert und von Fila, Heineken, dem Schweizer Datenverarbeitungsunternehmen Datactivity und der Financial Times gesponsert, was als Zeichen einer vorsichtigen Öffnung Nordkoreas interpretiert wurde. Ungefähr 500 einheimische und 50 ausländische Läufer nahmen in diesem Jahr teil.
2007 erhielt Swiss Athletics die Einladung für zwei Athleten und zwei Athletinnen. Roger
Antoine, Christoph Hubacher, Fabiola Rueda-Oppliger und Jenny Breitschmid vertraten die Schweiz in diesem Jahr, in dem erstmals auch zwei Südkoreaner im Starterfeld zu finden waren.
Start und Ziel ist das Kim-Il-sung-Stadion. Die Strecke führt zum Triumphbogen, passiert die Hyoksin-, die Yongung-, die Chollima-, die Rakwon- und die Kwangbok-Straße und wendet an der Autobahn der Jugendhelden.
Seit 2014 können auch Amateure, die als ausländische Touristen nach Nordkorea einreisen, unter der Bedingung einer vorherigen Anmeldung am Marathon teilnehmen. Im Jahr 2018 fand der Marathon am 8. April statt. Ausländische Besucher konnten als Touristen an dem Lauf teilnehmen, mussten aber vorher eine Reise bei einer der wenigen Reiseagenturen buchen, die Nordkorea im Programm haben.
Die Wettbewerbe für 2020, 2021, 2022, 2023 und 2024 wurden wegen der COVID-19-Pandemie in Nordkorea abgesagt.
Im Jahr 2025 wurde der Marathon seit sechs Jahren wieder ausgetragen. Auch ein Reise-Influencer aus Deutschland war Teilnehmer.

## Statistik

### Streckenrekorde
- Männer: 2:10:50, Kim Jung-won (PRK), 1996
- Frauen: 2:25:48, Jon Su Gyong (PRK), 2025

### Siegerliste
| Datum         | Männer                 | Nation              | Zeit    | Frauen           | Nation    | Zeit    |
| ------------- | ---------------------- | ------------------- | ------- | ---------------- | --------- | ------- |
| 6. Apr. 2025  | Pak Kum Dong           | Nordkorea           | 2:12:08 | Jon Su Gyong     | Nordkorea | 2:25:48 |
| 2024          | Absage                 | Absage              | Absage  | Absage           | Absage    | Absage  |
| 2023          | Absage                 | Absage              | Absage  | Absage           | Absage    | Absage  |
| 2022          | Absage                 | Absage              | Absage  | Absage           | Absage    | Absage  |
| 2021          | Absage                 | Absage              | Absage  | Absage           | Absage    | Absage  |
| 2020          | Absage                 | Absage              | Absage  | Absage           | Absage    | Absage  |
| 7. Apr. 2019  | Ri Kang-bom -2-        | Nordkorea           | 2:11:19 | Ri Kwang-ok      | Nordkorea | 2:26:58 |
| 8. Apr. 2018  | Ri Kang-bom            | Nordkorea           | 2:12:53 | Kim Hye-song -2- | Nordkorea | 2:27:31 |
| 9. Apr. 2017  | Pak Chol -3-           | Nordkorea           | 2:14:56 | Jo Un-ok         | Nordkorea | 2:29:22 |
| 10. Apr. 2016 | Pak Chol -2-           | Nordkorea           | 2:14:10 | Kim Ji-hyang     | Nordkorea | 2:28:06 |
| 12. Apr. 2015 | Lee Yong-ho            | Nordkorea           | 2:16:04 | Kim Hye-song     | Nordkorea | 2:29:12 |
| 13. Apr. 2014 | Pak Chol               | Nordkorea           | 2:12:26 | Kim Hye-gyong    | Nordkorea | 2:27:05 |
| 14. Apr. 2013 | Ketema Nigusse         | Äthiopien           | 2:13:04 | Kim Mi-gyong -2- | Nordkorea | 2:26:32 |
| 8. Apr. 2012  | Oleksandr Matwijtschuk | Ukraine             | 2:13:54 | Kim Mi-gyong     | Nordkorea | 2:30:41 |
| 10. Apr. 2011 | Oleg Marussin          | Russland            | 2:13:59 | Ro Un-ok         | Nordkorea | 2:32:06 |
| 11. Apr. 2010 | Iwan Babaryka          | Ukraine             | 2:13:56 | Kim Kum-ok       | Nordkorea | 2:27:34 |
| 12. Apr. 2009 | Wang Zemin             | Volksrepublik China | 2:14:21 | Phyo Un-suk -2-  | Nordkorea | 2:28:34 |
| 6. Apr. 2008  | Pak Song-chol -2-      | Nordkorea           | 2:14:22 | Phyo Un-suk      | Nordkorea | 2:28:39 |
| 8. Apr. 2007  | Pak Song-chol          | Nordkorea           | 2:12:41 | Jong Yong-ok -2- | Nordkorea | 2:26:02 |
| 9. Apr. 2006  | Li Gyong-chol -2-      | Nordkorea           | 2:13:15 | Jo Bun-hui       | Nordkorea | 2:27:22 |
| 10. Apr. 2005 | Li Gyong-chol          | Nordkorea           | 2:11:36 | Ham Bong-sil -3- | Nordkorea | 2:31:46 |
| 11. Apr. 2004 | Morris Mureithi Mwangi | Kenia               | 2:16:41 | Oh Song-suk      | Nordkorea | 2:36:10 |
| 13. Apr. 2003 | Jong Myong-chol        | Nordkorea           | 2:15:05 | Ham Bong-sil -2- | Nordkorea | 2:27:48 |
| 7. Apr. 2002  | Zacharia Mpolokeng     | Südafrika           | 2:15:05 | Ham Bong-sil     | Nordkorea | 2:26:23 |
| 15. Apr. 2001 | Kim Jung-won           | Nordkorea           | 2:11:48 | Jong Yong-ok     | Nordkorea | 2:28:32 |
| 9. Apr. 2000  | Nelson Ndereva Njeru   | Kenia               | 2:11:05 | Hong Myong-hui   | Nordkorea | 2:31:28 |